# 梅德韋扎 (涅米羅夫區)
48°59′19″N 28°46′24″E / 48.98861°N 28.77333°E
梅德韋扎（烏克蘭語：Медвежа），是烏克蘭西南部的村莊，隸屬文尼察州的文尼察區。該村面積1.93平方公里，海拔高度286米，2001年人口610，人口密度每平方公里316.06人。